# Misumenops maculissparsus
Misumenops maculissparsus es una especie de araña cangrejo del género Misumenops, familia Thomisidae. Fue descrita científicamente por Keyserling en 1891.

## Distribución
Esta especie se encuentra en Brasil y Argentina.